# Sundvollen
Sundvollen är en tätort i Hole kommun i Buskerud fylke i sydöstra Norge. Orten ligger på östsidan av Tyrifjorden.
Sundvollen är bland annat känt Sundvolden Hotel, ett av Norges äldsta hotell, omnämnt som gästgiveri i skriftliga källor från 1648.